# اسپیریدون تریکوپیس
اسپیریدون تریکوپیس (یونانی: Σπυρίδων Τρικούπης؛ ۲۰ آوریل ۱۷۸۸ – ۲۴ فوریهٔ ۱۸۷۳) یک سیاست‌مدار، دیپلمات و تاریخ‌نگار اهل یونان بود. 